# Hologymnosus
Hologymnosus là một chi cá biển thuộc họ Cá bàng chài. Các loài trong chi này có phạm vi phân bố rộn khắp Ấn Độ Dương - Thái Bình Dương.

## Từ nguyên
Từ định danh của chi được ghép bởi hai từ trong tiếng Hy Lạp cổ đại: hólos ("toàn bộ") và gymnosus ("trọc; trống rỗng"), vì loài điển hình được mô tả là "không có bất kỳ lớp vảy nào dễ nhận thấy", nhưng thực tế thì chỉ có phần đầu là không có vảy, còn vảy trên thân của chúng khá nhỏ.

## Các loài
Có 4 loài được công nhận là hợp lệ trong chi này, bao gồm:
- Hologymnosus annulatus (Lacépède, 1801)
- Hologymnosus doliatus (Lacépède, 1801)
- Hologymnosus longipes (Günther, 1862)
- Hologymnosus rhodonotus Randall & Yamakawa, 1988